# الکساندر زلوروویچ
الکساندر زلوروویچ (لهستانی: Aleksander Zelwerowicz؛ ‏ ۱۴ اوت ۱۸۷۷ – ۱۸ ژوئن ۱۹۵۵) بازیگر اهل لهستان بود که نشان افتخار تولد لهستان را دریافت کرد و یکی از لهستانی‌های دارنده عنوان درستکار در میان ملل بود.
از فیلم‌ها یا مجموعه‌های تلویزیونی که وی در آن‌ها نقش داشته‌است، می‌توان به قلب مادر، سه قلب، شاهزاده وُویتسکا، دکتر مورک، داستان گناه و علف جاروب اشاره نمود.